# 에른스트 폰 호헨베르크 후작

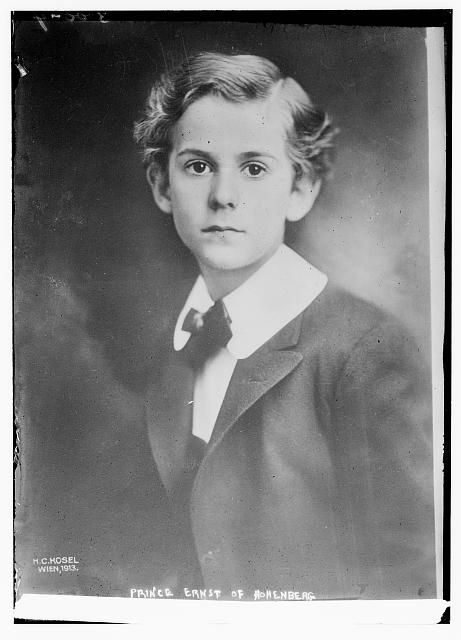
에른스트 폰 호헨베르크 후작

호헨베르크 후작 에른스트(Prince Ernst of Hohenberg, 1904년 5월 27일 ~ 1954년 3월 5일)은 1914년 사라예보에서 암살당한 프란츠 페르디난트 폰 외스터라이히에스테 대공과 그의 조직적인 아내 조피 초테크 폰 호헨베르크 여공작의 둘째 아들이었다.